# Гамбургская пожарная касса

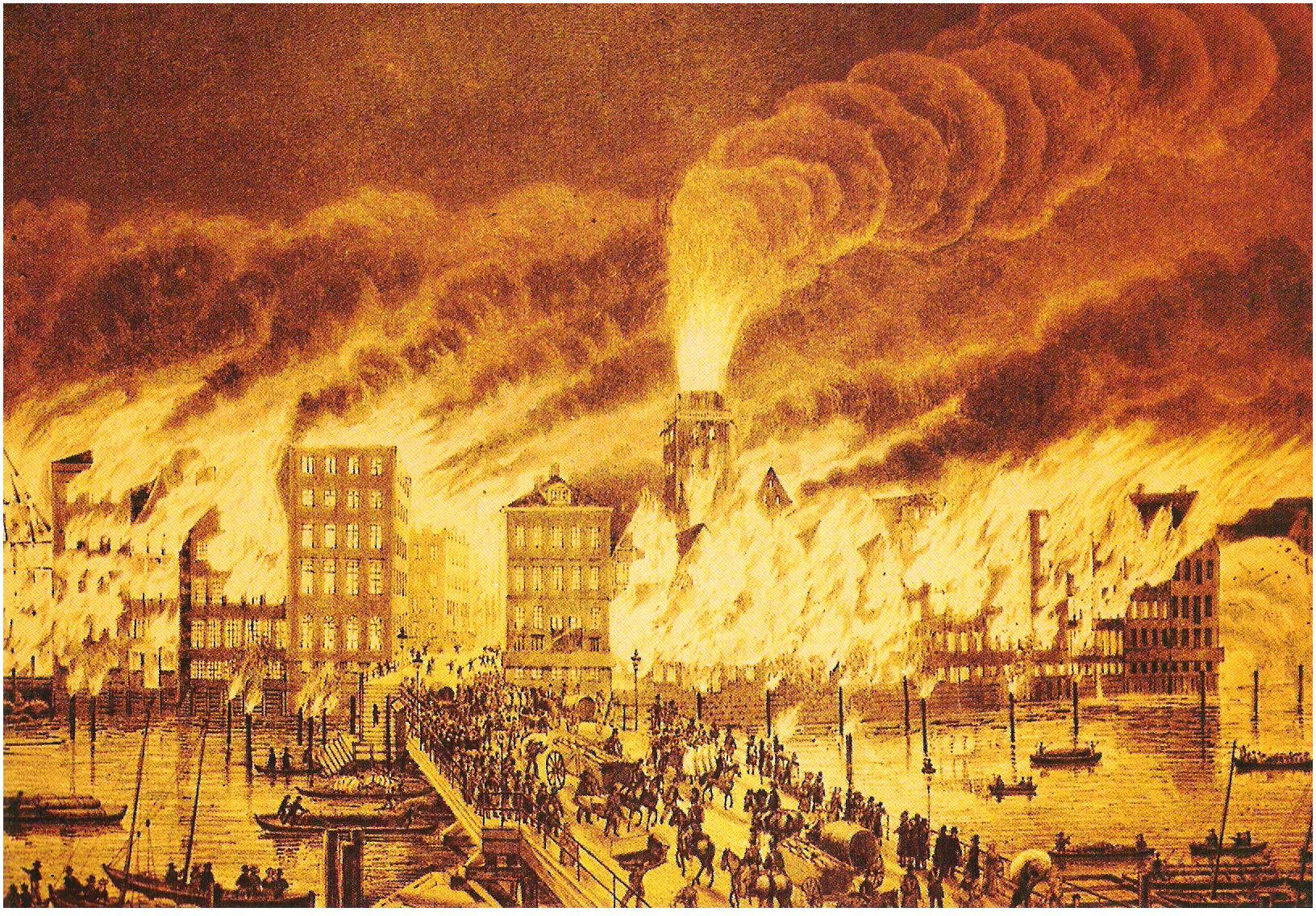
Гамбургский пожар 1842 года

Гамбургская пожарная касса (нем. Hamburger Feuerkasse) — первая официально созданная страховая компания, занимавшаяся страхованием от огня. Была основана в 1676 году городскими властями города Гамбурга. Гамбургская пожарная касса работала на принципах взаимного страхования. Вступление в общество было добровольным, но на выход требовалось разрешение.
В соответствии с условиями страхования от огня на страхование принимались все здания, расположенные внутри городских стен. Здания оценивались по их реальной стоимости, в зависимости от которой зависела величина страхового взноса и размер страховой выплаты.
Полученные после наступления страхового случая в качестве страховой выплаты денежные средства страхователь не имел права тратить на иные цели, кроме восстановления сгоревшего дома.
Создание пожарной кассы в Гамбурге высоко оценил знаменитый немецкий математик Лейбниц, который явился одним из основоположников актуарной математики, широко применяющейся в страховании.
Гамбургская пожарная касса существует в настоящее время в форме страхового акционерного общества (владелец - Provinzial NordWest Holding AG) и предоставляет услуги различных видов страхования, связанных со страхованием имущества и страхованием ответственности.